# Simon Crafar
Simon Crafar (ur. 15 stycznia 1969 w Waiouru) – nowozelandzki motocyklista.

## Kariera

### MMŚ
Simon Crafar po raz pierwszy w Motocyklowych Mistrzostwach Świata pojawił się w roku 1993, podczas GP Hiszpanii. Dosiadając motocykl Yamahy w najwyższej kategorii 500 cm³, wystąpił łącznie w pięciu rundach. Po punkty sięgnął w GP Holandii, w którym dojechał na dziewiątym miejscu. Począwszy od GP San Marino ścigał się na motocyklu Suzuki, w średniej klasie 250 cm³. Wystąpił łącznie w siedmiu wyścigach, kilkakrotnie plasując się w czołowej piętnastce. Zdobyte punkty sklasyfikowały go na 25. i 21. pozycji w końcowej klasyfikacji.
Do najwyższej kategorii powrócił w sezonie 1998, podpisując kontrakt z zespołem WCM Yamaha. Był to najlepszy okres w karierze Crafara. Podczas GP Wielkiej Brytanii, na torze Donington Park, Crafar zdominował rywalizację, sięgając po tzw. hattricka (pole position, najszybsze okrążenie oraz zwycięstwo). Na podium stanął jeszcze w GP Holandii (3. miejsce) i GP Australii (2. miejsce oraz najszybszy czas okrążenia). Ostatecznie zmagania zakończył na 7. lokacie.
Sezon 1999 był ostatnim w karierze Simona w najwyższej klasie. Nowozelandczyk wziął udział łącznie w pięciu wyścigach, spośród których jednego nie ukończył (GP Japonii). Najwyższą pozycję uzyskał podczas zmagań na francuskim torze Le Mans, gdzie zajął jedenaste miejsce. Po GP Włoch Crafar utracił posadę w ekipie Red Bull Yamaha, na rzecz Australijczyka Garry'ego McCoya. Ostatni wyścig dla Crafara miał miejsce w Wielkiej Brytanii. Na motocyklu MuZ, w zespole Biland GP1, Simon zajął ósmą pozycję. Zdobyte punkty sklasyfikowały go na 18. miejscu.

### WSBK
W 1992 roku Crafar zadebiutował w wyścigach World Superbike. W sezonie 1993 po raz pierwszy uzyskał najszybsze okrążenie (na portugalskim torze w Estoril). Sezon 1994 był pierwszym dla Simona w pełnym wymiarze. Najlepszym w karierze dla Nowozelandczyka był rok 1997, kiedy to na motocyklu Kawasaki zmagania zakończył na 5. pozycji, z dorobkiem przekraczającym dwieście punktów. W tym samym sezonie Crafar sięgnął po pole position na superszybkim torze Hockenheimring. Nie udało mu się jednak ani razu zwyciężyć. Oprócz maszyny "zielonych", Simon korzystał również z maszyny Ducati oraz Honda.
W sezonie 2000 powrócił do serii, podpisując kontrakt z zespołem Castrol Honda. Nowozelandczyk wystąpił w pierwszy dwóch rundach, jednakże jego wyniki odbiegały od oczekiwanych. Spośród czterech wyścigów, ukończył trzy, na najlepszym uzyskując ósmą lokatę. Po rundzie w Australii opuścił ekipę. Do rywalizacji powrócił na eliminację w Niemczech. W zespole Kawasaki dwukrotnie zmagania zakończył w drugiej dziesiątce. Po tej rundzie ostatecznie zakończył ściganie w tych mistrzostwach.
W 2002 roku, na motocyklu Yamaha, Crafar startował w brytyjskich mistrzostwach Superbike. W trakcie sezonu dwukrotnie stawał na najniższym stopniu podium, zajmując w klasyfikacji końcowej 8. pozycję. Po tym sezonie zakończył karierę wyścigową.